# Jakob Kolletschka
Jakob Kolletschka (Biela, Bohemia,  4 de julio de 1803 - Viena, 13 de marzo de 1847) fue profesor de medicina forense del Hospital General de Viena. Es principalmente conocido porque su muerte llevó a Ignaz Semmelweis a su descubrimiento de la etiología de la fiebre puerperal. 

Kolletschka, recibió una herida penetrante en un dedo, producida por el escalpelo de un estudiante con el que estaba realizando una autopsia, y murió después de una agonía durante la cual mostró los mismos síntomas que Semmelweis había observado en las víctimas de la fiebre puerperal. Aunque por esa época no se había descubierto todavía el papel de los microorganismos en ese tipo de infecciones, Semmelweis comprendió que la “materia cadavérica” que el escalpelo del estudiante había introducido en la corriente sanguínea de Kolletschka había sido la causa de la fatal enfermedad de su colega